# Nam vương Thế giới 1998
Nam vương Thế giới 1998 là cuộc thi Nam vương Thế giới lần thứ 2 diễn ra vào ngày 18 tháng 9 năm 1998 tại Tróia Peninsula, Grândola, Bồ Đào Nha. Người chiến thắng là  Sandro Finoglio đến từ Venezuela.

## Kết quả

### Thứ hạng
| Thứ hạng                | Thí sinh |
| ----------------------- | --- |
| Nam vương Thế giới 1998 | - Venezuela — Sandro Finoglio Speranza |
| Á vương 1               | - Puerto Rico — Germán Cardoso |
| Á vương 2               | - Pháp — Gregory Rossi |
| Top 6                   | - Hoa Kỳ — Daniel Weaver - Jamaica — Kinte Thelwell - Tây Ban Nha — Enrique Miranda García                                                            |
| Top 12                  | - Anh Quốc — Brett Phippen - Bỉ — Franck Clemente - Latvia — Gatis Didrihsons - Nam Tư — Darko Marojevic - Na Uy — Espen Engtroe - Úc — Joel Williams |

### Giải thưởng đặc biệt
| Giải thưởng        | Thí sinh                       |
| ------------------ | ------------------------------ |
| Mister Personality | - Hy Lạp — Dimitri Drabakoulos |
| Mister Photogenic  | - Bồ Đào Nha — Rubim Fonseca   |

## Các thí sinh
43 thí sinh dự thi.
| Quốc gia/vùng lãnh thổ | Thí sinh                       | Tuổi | Chiều cao               | Quê quán                | T.k.   |
| ---------------------- | ------------------------------ | ---- | ----------------------- | ----------------------- | ------ |
| Ai Cập                 | Hani Salama                    | 20   | 1,97 m (6 ft 5+1⁄2 in)  | Cairo                   | [ 2 ]  |
| Anh Quốc               | Brett Phippen                  | 26   | 1,84 m (6 ft 1⁄2 in)    | Swansea                 | [ 3 ]  |
| Argentina              | Mariano Fernández              | 25   | 1,82 m (5 ft 11+1⁄2 in) | Macachín                | [ 4 ]  |
| Áo                     | Andreas Sappl                  | 28   | 1,90 m (6 ft 3 in)      | Breitenbach am Inn      | [ 5 ]  |
| Ấn Độ                  | Sachin Khurana                 | 22   | 1,83 m (6 ft 0 in)      | Delhi                   | [ 6 ]  |
| Ba Lan                 | Robert Koszucki                | 21   | 1,89 m (6 ft 2+1⁄2 in)  | Kraków                  | [ 7 ]  |
| Bỉ                     | Franck Clemente                | 27   | 1,85 m (6 ft 1 in)      | Liège                   | [ 8 ]  |
| Bolivia                | Steven Aras Zallio             | 21   | 1,83 m (6 ft 0 in)      | Santa Cruz de la Sierra | [ 9 ]  |
| Bồ Đào Nha             | Rubim Fonseca                  | 25   | 1,86 m (6 ft 1 in)      | Lisbon                  | [ 10 ] |
| Brasil                 | Edilson Leite Ferreira         | 23   | 1,83 m (6 ft 0 in)      | Brasília                | [ 11 ] |
| Colombia               | Felipe Arturo Barbosa Carrasco | 25   | 1,82 m (5 ft 11+1⁄2 in) | Barranquilla            | [ 12 ] |
| Croatia                | Leonid Holjar                  | 20   | 1,89 m (6 ft 2+1⁄2 in)  | Rijeka                  | [ 13 ] |
| Đức                    | Adrian Virgil Ursache          | 23   | 1,87 m (6 ft 1+1⁄2 in)  | Berlin                  | [ 14 ] |
| Hà Lan                 | Richard van Bokkum             | 24   | 1,83 m (6 ft 0 in)      | Rotterdam               | [ 15 ] |
| Hoa Kỳ                 | Daniel Weaver                  | 29   | 1,96 m (6 ft 5 in)      | Los Angeles             | [ 16 ] |
| Hungary                | Kristian Chis                  | 23   | 1,88 m (6 ft 2 in)      | Eger                    | [ 17 ] |
| Hy Lạp                 | Dimitri Drabakoulos            | 22   | 1,87 m (6 ft 1+1⁄2 in)  | Athens                  | [ 18 ] |
| Ireland                | Brian Guidera                  | 23   | 1,95 m (6 ft 5 in)      | Dublin                  | [ 19 ] |
| Israel                 | Elad Madany                    | 22   | 1,84 m (6 ft 1⁄2 in)    | Tel Aviv                | [ 20 ] |
| Jamaica                | Kinte Thelwell                 | 23   | 1,94 m (6 ft 4+1⁄2 in)  | Kingston                | [ 21 ] |
| Latvia                 | Gatis Didrihsons               | 24   | 1,91 m (6 ft 3 in)      | Ventspils               | [ 22 ] |
| Liban                  | Ghassan Mawla                  | 20   | 1,87 m (6 ft 1+1⁄2 in)  | Beirut                  | [ 23 ] |
| Malaysia               | Yap Leong Chai                 | 26   | 1,80 m (5 ft 11 in)     | Kuala Lumpur            | [ 24 ] |
| Malta                  | Nikovich Sammut                | 21   | 1,83 m (6 ft 0 in)      | Buġibba                 | [ 25 ] |
| México                 | Eduardo Rodríguez Álvarez      | 24   | 1,84 m (6 ft 1⁄2 in)    | San Luis Potosí         | [ 26 ] |
| Nam Tư                 | Darko Marojević                | 25   | 1,88 m (6 ft 2 in)      | Belgrade                | [ 27 ] |
| Na Uy                  | Espen Engtroe                  | 23   | 1,88 m (6 ft 2 in)      | Kristiansund            | [ 28 ] |
| Nga                    | Aleksey Korolev                | 24   | 1,88 m (6 ft 2 in)      | Moscow                  | [ 29 ] |
| Perú                   | Jean Pierre Vismara            | 23   | 1,87 m (6 ft 1+1⁄2 in)  | Callao                  | [ 30 ] |
| Pháp                   | Gregory Rossi                  | 22   | 1,88 m (6 ft 2 in)      | Cassis                  | [ 31 ] |
| Philippines            | Rico Lee Miguel                | 21   | 1,82 m (5 ft 11+1⁄2 in) | Thành phố Batangas      | [ 32 ] |
| Puerto Rico            | Germán Cardoso Méndez          | 22   | 1,85 m (6 ft 1 in)      | San Juan                | [ 33 ] |
| Singapore              | Alvin Tan Wei Jin              | 21   | 1,79 m (5 ft 10+1⁄2 in) | Singapore               | [ 34 ] |
| Slovakia               | Matúš Haňo                     | 22   | 1,80 m (5 ft 11 in)     | Vranov nad Topľou       | [ 35 ] |
| Slovenia               | Eduard Žalar                   | 22   | 1,88 m (6 ft 2 in)      | Maribor                 | [ 36 ] |
| Sri Lanka              | Tariq Saleem                   | 22   | 1,83 m (6 ft 0 in)      | Colombo                 | [ 37 ] |
| Tây Ban Nha            | Enrique Miranda García         | 27   | 1,87 m (6 ft 1+1⁄2 in)  | Cádiz                   | [ 38 ] |
| Thổ Nhĩ Kỳ             | Bora Erdem                     | 29   | 1,88 m (6 ft 2 in)      | İzmir                   | [ 39 ] |
| Ukraina                | Ihor Skrypnychenko             | 17   | 1,92 m (6 ft 3+1⁄2 in)  | Odesa                   | [ 40 ] |
| Uruguay                | Mauro Ramírez del Puerto       | 24   | 1,88 m (6 ft 2 in)      | Montevideo              | [ 41 ] |
| Úc                     | Joel Williams                  | 25   | 1,85 m (6 ft 1 in)      | Gold Coast              | [ 42 ] |
| Venezuela              | Sandro Finoglio Speranza       | 25   | 1,86 m (6 ft 1 in)      | Caracas                 | [ 43 ] |
| Ý                      | Matteo Mammì                   | 22   | 1,87 m (6 ft 1+1⁄2 in)  | Milan                   | [ 44 ] |